# Neckar-Odenwald-Kreis
Neckar-Odenwald-Kreis este un district rural (Landkreis) din landul Baden-Württemberg, Germania.